# Carta de Comunió i Amistat
Carta de Comunió i Amistat és el nom amb què es coneix el privilegi atorgat el 1257 per Jaume I a la ciutat de Barcelona pel qual el rei autoritzava l'organització del sagramental per a lluitar contra bandolers que infestaven, en aquells temps, els pobles del Baix Llobregat.
Jaume I el Conqueridor, juntament amb el Bisbe de la Seu de Barcelona i altres eclesiàstics que tenien Senyoriu jurisdiccional i amb els pro-homes que constituïen el Municipi de la dita Ciutat, davant les accions que duien a terme els lladres en el pla del Llobregat atorgaren la carta en aquesta es disposava que per tal de posar fi als danys s'organitzessin els pagesos per parròquies, és a dir, els de Sant Boi, S. Joan Despí, Santa Maria de Cornellà, Sant Climent, Santa Maria de Sans, Esplugues, Sant Just Desvern, Sant Feliu, Sant Vicenç dels Horts, Santa Creu d'Olorda, Molins del Rei, Santa Coloma, Viladecans, Gavà, Castelldefels i del terme del castell d'Arepunyá.
Així mateix permetia que els pagesos poguessin tenir armes a casa seva, com ballestes, espases i llances, i que si qualsevol d'ells es veia robat toqués la campana, a manera d'alarma, la resta de pagesos eren obligats a respondre i prestar ajuda sota la multa de 20 sous. Per les actuacions del sagramental contra els delinqüents (i el dany que els fessin a aquests) els seus integrants no havien de patir cap càstig ni pagar cap esmena. Així mateix el rei manava al Veguer de Barcelona que a tots els dits pagesos els obligués a tenir a casa una ballesta amb cent tirs o bé llança i espasa.